# 前野一夫
前野 一夫（まえの かずお、1949年12月16日-） は、日本の機械工学者。千葉大学名誉教授。東京経営短期大学DXヒューマン・ソサエティ研究所長・特別教授。元木更津工業高等専門学校校長。元日本工学院専門学校校長。元全国高等専門学校連合会会長。

## 人物・経歴
北海道小樽市入舟町生まれ。小樽市立奥沢小学校、小樽市立向陽中学校を経て、1968年北海道小樽潮陵高等学校卒業。山内進（元一橋大学学長）は小学校時代からの遊び仲間で、高校の同級生には他に山本眞樹夫（元小樽商科大学学長）や品川守（元国土交通省北海道局長）などがいた。北海道大学医学部や東京医科歯科大学医学部に不合格となり、桑園で大学受験浪人生活を送ったが、1969年は東大紛争で東大入試が中止となった影響で玉突き現象が生じ、志望校を落としたが再度不合格となる。その後、上京し駿台予備校中山寮に入寮し御茶ノ水に通った。当時のバスケットボールの同好に中村雅俊（俳優）がいた。2浪の末横浜市立大学医学部や和歌山大学医学部にも合格したが、医学部には向いてないと考え、物理系を志望して1970年に東京大学理科一類に進学した。
1974年東京大学工学部航空学科卒業。1979年東京大学大学院工学系研究科航空学専修博士課程修了、工学博士、東京都立航空工業高等専門学校非常勤講師。同年同助手。1981年室蘭工業大学工学部産業機械工学科助教授。1990年千葉大学工学部機械工学科助教授。2001年千葉大学工学部教授。2004年千葉大学工学部都市環境システム学科長。2007年千葉大学大学院工学研究科人工システム科学専攻機械系コース教授。2008年千葉大学大学院工学研究科人工システム科学専攻機械系コース教授。2010年千葉大学評議員、千葉大学大学院工学研究科副研究科長・副工学部長。2014年木更津工業高等専門学校長。2015年千葉大学名誉教授、全国高等専門学校連合会会長。2018年日本工学院専門学校校長、日本工学院八王子専門学校校長。2022年東京経営短期大学DXヒューマン・ソサエティ研究所所長・特別教授。
2025年4月瑞宝小綬章受章。